# 荷蘭國家男子籃球隊
荷蘭國家男子籃球隊是荷蘭的國家男子籃球隊。荷蘭在歐洲籃球錦標賽上的最好成績是1949年的第五位。荷蘭還參加過一次世界籃球錦標賽，是在1986年。